# 贝尔实验室
諾基亞貝爾實驗室（英語：Nokia Bell Labs，簡稱貝爾實驗室），是美國的一個科技研究機構，总部位于紐澤西州聯合郡的莫瑞山，最初是貝爾系統內從事包括電話交換機、電話電纜、半導體等電信相關技術的研究開發機構，後來陸續易主。射電天文學、晶體管、雷射、光伏電池、電荷耦合器件、信息论、Unix以及C語言、C++和S語言等皆由貝爾實驗室的研究人員首先開發；在貝爾實驗室的11位工作者獲得九項諾貝爾物理学獎，其中有两位华人，包括：1997年获奖的朱棣文及1998年获奖的崔琦。

## 歷史
1925年，當時AT&T總裁華特·基佛德收購了西方電子公司的研究部門，成立了一個叫做“貝爾電話實驗室公司”的獨立實體。 AT&T和西方電子各擁有該公司的50%股權。
貝爾實驗室的工作可以大致分為三個類別：基礎研究、系統工程和應用開發。在基礎研究方面，主要從事電信技術的基礎理論研究，包括數學、物理學、材料科學、行為科學和程式設計理論。系統工程主要研究構成電信網絡的高度複雜系統。開發部門是貝爾實驗室最大的部門，負責設計構成貝爾系統電信網絡的設備和軟件。
在AT&T時期，貝爾實驗室的研發經費主要來自美國民眾繳納電話費的附加稅，所以美國人不需花很多錢就可取得貝爾實驗室的專利技術授權，分享貝爾實驗室的研究成果。

### 1940年代
在1940年代初期， 光伏電池由羅素·奧爾開發。
1947年，晶體管由約翰·巴丁，沃爾特·布拉頓和肖克利發明（後來於1956年共同獲得諾貝爾物理學獎）。

### 1980年代
1984年以后，按照美国政府分拆AT&T的协议，从贝尔实验室中分割成立了Bellcore。Bellcore为分拆后的一系列小贝尔公司统一提供研究开发的服务。
1996年，贝尔实验室以及AT&T的设备制造部门脱离AT&T、成为朗讯科技，AT&T保留了少数研究人员成为其研究机构：AT&T实验室。
2002年，发生舍恩学术造假事件，仅2001年在《科学》与《自然》发表四篇论文；隔年丑闻爆发。
2006年，朗讯与阿尔卡特合并为阿爾卡特-朗訊。貝爾實驗室归阿爾卡特-朗訊。
2016年，诺基亚完成对阿爾卡特-朗訊的收购。貝爾實驗室归诺基亚，更為現名。

## 成就
貝爾實驗室的重要研究成果包括 ：

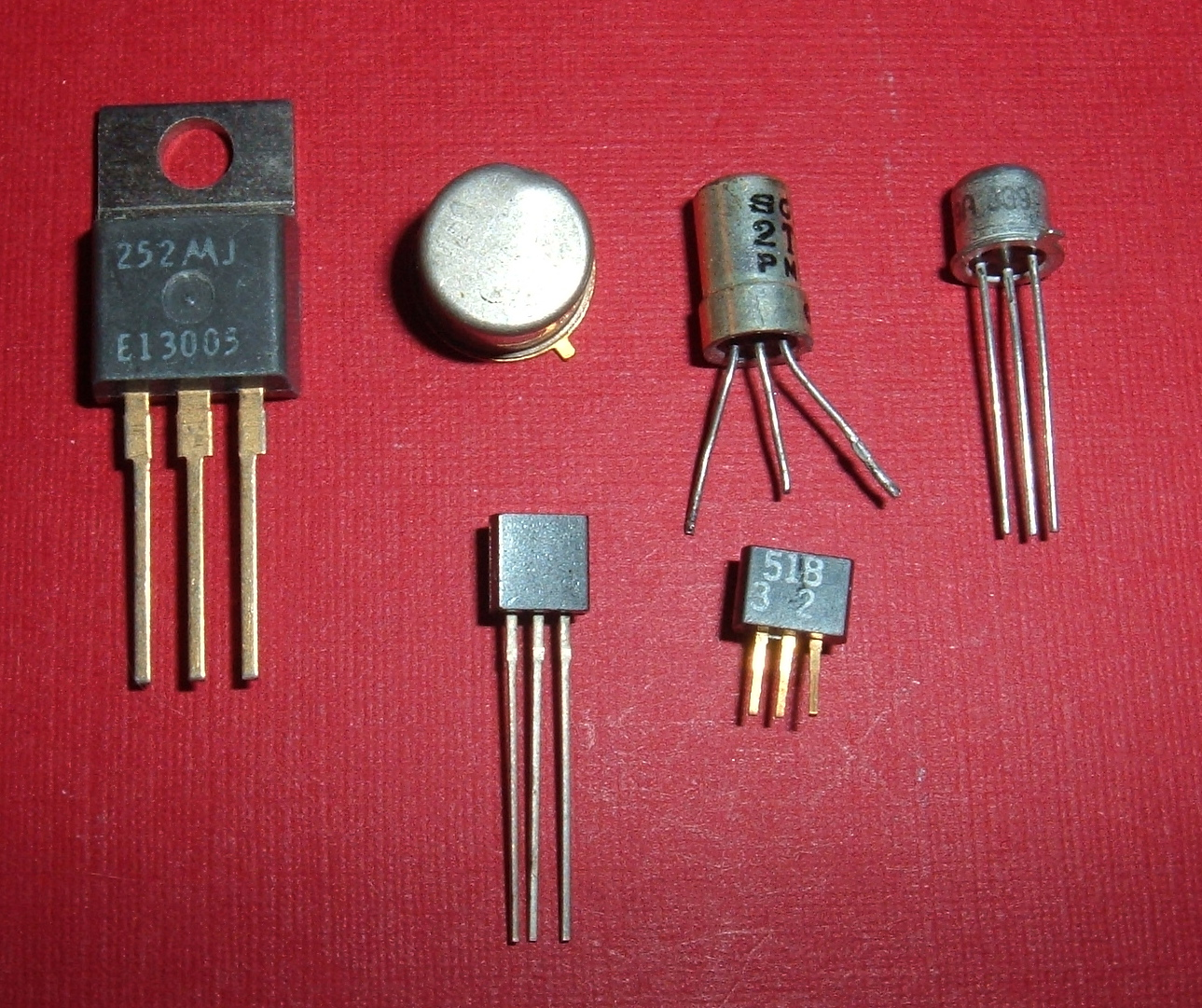
1947年，貝爾實驗室發明電晶體。

- 1933年，卡爾·央斯基透過研究長途通訊中的靜電噪聲發現銀河中心在持續發射無線電波，經過此研究而建立射電天文學。
- 1947年，貝爾實驗室發明晶體管。參與這項研究的約翰·巴丁、威廉·肖克利、沃尔特·布拉顿於1956年獲諾貝爾物理學獎。
- 克勞德·香農於1948年發表論文《通信的数学理论》，奠定現代通信理論的基礎。他的成果是部分基於奈奎斯特和哈特利先前在貝爾實驗室的成果。
- 1964年阿諾·彭齊亞斯和羅伯特·威爾遜發現宇宙微波背景輻射，並因此獲得1978年諾貝爾物理學獎。
- 1969年喬治·埃爾伍德·史密斯和威拉德·博伊爾共同發明電荷耦合元件。兩人因而獲得2009年諾貝爾物理學獎。
- 貝爾實驗室發明光電池。
- 貝爾實驗室也是UNIX操作系統和C語言的發源地。 C語言是由丹尼斯·里奇和肯·湯普遜在1970年代早期所開發。 1983年，比雅尼·斯特勞斯特魯普為擴展C語言而開發出C++語言。
- 1987年，英格麗·多貝西發現如何構建緊密支持的離散正交小波。

## 重要發明表
| 時間   | 項目                                                                                   |
| ------ | -------------------------------------------------------------------------------------- |
| 1940年 | 數據型網路                                                                             |
| 1947年 | 電晶體、行動電話技術                                                                   |
| 1954年 | 太陽能電池                                                                             |
| 1958年 | 激光                                                                                   |
| 1960年 | 金氧半场效应晶体管（MOSFET，用于大规模集成电路的逻辑单元CMOS，如微处理器、微控制器等） |
| 1962年 | 語音信號數位傳輸、通信衛星：電星1號（Telstar 1）                                       |
| 1963年 | 無線電天文學（太空望远镜、電波望遠鏡）                                                 |
| 1969年 | C語言、UNIX作業系統、电荷耦合元件（CCD，用於條碼讀取器、攝影機、掃描器、影印機）       |
| 1979年 | 系統單晶片型的數位信號處理器（SoC DSP，用於數據機、無線電話等）                        |

## 评价
诞生了9位诺贝尔奖得主；产生了晶体管、Unix系统和C语言；但是为了公司的电话业务利益，也出現一些创新，比如磁带和答录机。

## 参見
- 朗訊科技
- AT&T
- 施乐帕洛阿尔托研究中心
- 诺基亚贝尔